# Orlovická hora
Die Orlovická hora (deutsch Silberberg) ist ein bewaldeter Berg in Tschechien. Er liegt südwestlich des Dorfes Pocinovice im Okres Domažlice.
Auf dem Gipfel befindet sich das gleichnamige Naturdenkmal (Nr. 1321 der Tschechischen Republik) Der Grund für den Schutz ist der alte Limonitabbau, der eine wichtige Stelle des kristallinen Komplexes Taus darstellt. Das Naturdenkmal umfasst den oberen Teil des gleichnamigen Berges mit einer Höhe von 723 Metern, der geomorphologisch in die Cham-Further Senke (Všerubská vrchovina) abfällt. Weitere benachbarte geomorphologische Einheiten sind der Gewintzy-Wald um den Jezvinec östlich des Silberbergs, und der Hawranice-Wald (Havranická vrchovina).

## Nachweise
- Břetislav Balatka, Jan Kalvoda: Geomorfologické členění reliéfu Čech = Geomorphological regionalization of the relief of Bohemia. Praha 2006, ISBN 80-7011-913-6, S. 80 (tschechisch).